# Sean Astin
Sean Astin (* 25. února 1971 Santa Monica, Kalifornie) je americký herec. Sean nikdy s jistotou nepoznal svého otce, vyrůstal pouze s matkou, herečkou Patty Duke. Jeho biologickým otcem je novinář Michael Tell. Zlom v jeho kariéře nastal s rolí Samvěda Křepelky ve filmové sérii Pán prstenů (2001–2003). Mimo to se objevil také ve filmech Rošťáci (1985), Bourák (1993), Navěky silný (2008), Máma na tahu (2014) a Gloria Bell (2018).
V roce 2017 si zahrál roli Boba Newbyho v seriálu Stranger Things.

## Filmografie
- 2017 Stranger Things
- 2015 Checkmate
- 2014 Agresivní virus – Jim Kent (seriál)
- 2012 Ribbit
- 2012 Želvy Ninja (seriál)
- 2011 Čarodějky ze země Oz (seriál)
- 2011 Superagent Oso: Tři zdravé kroky (seriál)
- 2009 Tak se měj
- 2008 Barva kouzel – Dvoukvítek
- 2008 Navěky silný
- 2008 Pohádky z lesa 2
- 2008 Superagent Oso (seriál)
- 2007 Mistři science fiction (seriál)
- 2007 Za hranicí strachu
- 2006 Klik – život na dálkové ovládání – Bill
- 2005 Deset minut života
- 2005 Herkules
- 2005 Jmenuju se Earl (seriál)
- 2005 Na Západ – Martin Jarrett (seriál)
- 2005 Škola tance a šarmu
- 2005 Úsměv
- 2005 Větší než nebe
- 2005 Království surikat (dokument, seriál)
- 2005 Pán fanoušků: Společníci prstenu
- 2004 Balto 3: Křídla změny
- 2004 Elvis už odešel – Aaron
- 2004 50x a stále poprvé – Doug Withmore
- 2003 Pán prstenů: Návrat krále – Samvěd Křepelka
- 2002 Jeremiah (seriál)
- 2002 Můj přítel Monk (seriál)
- 2002 Pán prstenů: Dvě věže – Samvěd Křepelka
- 2001 Pán prstenů: Společenstvo Prstenu – Samvěd Křepelka
- 2001 24 hodin (seriál)
- 2001 Film o filmu: Pán prstenů – Návrat krále (dokument)
- 2000 Nízký přelet
- 2000 Ztráty a nálezy
- 1999 Kimberly
- 1998 Epidemie lásky
- 1998 Skandál Bulworth
- 1996 Odvaha pod palbou
- 1994 Nejlepší máma
- 1994 Tetovaná Tereza
- 1993 Bourák
- 1992 Kam tě den zavede
- 1991 Nebezpečná hra na vojáky
- 1990 Memphiská kráska
- 1990 Právo a pořádek (seriál)
- 1989 Válka Roseových
- 1989 Zůstat spolu
- 1987 Léto na divoké řece
- 1985 Rošťáci